# 方大美
方大美（1553年—1614年），字黄中，一字思濟，號沖含，直隸安慶府桐城縣人，軍籍，明朝政治人物。

## 生平
萬曆四年（1576年）丙子科應天鄉試十九名，萬曆十四年（1586年）丙戌科會試一百七十三名，登三甲第一百四十名進士。通政司观政，授常德府推官，多所平反，擢福建道監察御史，巡按江西，萬曆三十一年（1603年）三月巡按河南，代理巡撫之職；萬曆三十三年五月，遷湖廣巡按御史。擢太僕寺卿，以丁憂歸，卒于家，年六十二。

## 家族
曾祖方綗，曾任監生；祖父方夢陽，曾任監生縣丞；父方學尹，曾任庠生。母劉氏。具庆下。弟方大镇（壬午舉人）、大善、大羹。
子方拱。